# Discarica di Pianura-Pozzuoli
La discarica di Pianura-Pozzuoli è stata un sito di raccolta della frazione secca non riciclabile dei rifiuti solidi urbani localizzata tra il quartiere di Pianura nella periferia di Napoli e il comune di Pozzuoli.

## Storia
Alla fine del 2007 il governo aveva ventilato la possibilità di riaprire la discarica di rifiuti, chiusa nel 1996, per ovviare all'emergenza rifiuti in Campania. Per questo motivo, nel gennaio 2008, Pianura è stata teatro di manifestazioni, devastazioni e scontri tra manifestanti contrari all'apertura della discarica e forze dell'ordine. In merito a quel periodo, il 6 ottobre 2008, dopo un'indagine durata 9 mesi, furono arrestate 37 persone, tra cui 2 esponenti politici, accusate di,  concorso in devastazione (ai due politici non è contestata l'associazione a delinquere che è contestata agli altri imputati prevalentemente ultras e no global)  ed interruzione di pubblico servizio. Il 29 novembre 2008 l'ex assessore comunale Giorgio Nugnes, uno dei due politici sospettati di aver fomentato gli scontri antidiscarica, fu trovato suicida nella propria abitazione. La discarica non è stata comunque più riaperta.
Nel corso del tempo la discarica è stata riempita anche con rifiuti industriali e speciali generici provenienti specialmente dalle regioni del Nord Italia. Un'inchiesta della commissione parlamentare sui rifiuti del 2000 ha messo in luce il fatto che probabilmente fanghi dell'ACNA di Cengio siano stati smaltiti nella discarica per un ammontare di almeno ottocentomila tonnellate. Va infine menzionato il fatto che la discarica si trova in linea d'aria a 50 metri dalla riserva naturale degli Astroni (Oasi WWF), e ricade nel parco regionale dei Campi Flegrei.